# ヴィクター・ヘイデン
ヴィクター・ヘイデン（Victor Hayden、1948年8月16日 - 2018年12月7日）は、アメリカ合衆国の画家、イラストレーター。

## 略歴
7歳の頃から絵を描き始めた。
1974年、従兄弟のドン・ヴァン・ヴリートが率いるキャプテン・ビーフハート・アンド・ザ・マジック・バンドのアルバム『ブルージーンズ・アンド・ムーンビーンズ』のジャケットに、自作を提供した。
後述するアルケミー・レコードから発売されたアルバムの幾つかのジャケットを担当した。代表的なものはメルヴィンズのアルバムGluey Porch Treatments（1987年）である。
1991年、アブソルートの宣伝ポスターを制作。
2011年3月、テキサス州オースティンのイースト・オースティン・アート・ギャラリーで個展を開いた。
2018年12月7日、死去。
2019年5月、ロサンゼルスのリサ・デリック・ファイン・アートで個展が開かれた。

## 音楽活動
ヘイデンは、高校生の時にパメラ・アン・ミラーと知り合って彼女をヴァン・ヴリートに紹介して、後年彼女がパメラ・デイ・バー（Pamela Des Barres）としてロック・ミュージシャン達に知られるようになったきっかけを作った。
1968年、キャプテン・ビーフハート・アンド・ヒズ・マジック・バンドの客演メンバーになった。ヴァン・ヴリートが彼につけたザ・マスカラ・スネーク（The Maskara Snake）の名で、アルバム『トラウト・マスク・レプリカ』の制作に参加してバスクラリネットを演奏し、アルバム発表後のステージ活動の幾つかに参加した。
1985年、ミュージシャンで音楽プロデューサーでもあるマーク・デュートロムと共に、独立レーベルであるアルケミー・レコード（Alchemy Record）を設立した。メルヴィンズのGluey Porch Treatments（1987年）では、エグゼクティブ・プロデューサーの任も務めた。

## ディスコグラフィ

### キャプテン・ビーフハート・アンド・ヒズ・マジック・バンド

#### オリジナル・アルバム
- トラウト・マスク・レプリカ　Trout Mask Replica（1969年）

#### 編集アルバム
- グロウ・フィンズ:レアリティーズ 1965–1982　Grow Fins: Rarities 1965–1982（1999年）
- ザ・ダスト・ブロウズ・フォワード(アン・アンソロジー)　The Dust Blows Forward (An Anthology)[注釈 7]（1999年）